# 吳誠 (永樂進士)
吳誠（1376年—？），字士立，福建興化府莆田縣右廂第三圖人，明朝政治人物。進士出身。

## 生平
永樂六年（1408年）戊子科福建鄉試十七名舉人，永樂十年（1412年）壬辰科會試九十三名，殿試登進士第三甲第三十七名。

## 家族
曾祖父吳貴老。祖父吳貞。父亲吳養全。